# Parque Nacional Molino de Flores Nezahualcóyotl
Parque Nacional Molino de Flores är en park i Mexiko.   Den ligger i delstaten Mexiko, i den sydöstra delen av landet, 30 km öster om huvudstaden Mexico City. Parque Nacional Molino de Flores ligger 2 320 meter över havet.